# 学校給食記念日
学校給食記念日（がっこうきゅうしょくきねんび）とは、1946年（昭和21年）12月24日に連合国軍最高司令官総司令部（GHQ/SCAP）、ララ委員会、日本政府立会いの下、東京都千代田区立永田町小学校（現：千代田区立麹町小学校）でララ物資の贈呈式を行ったことにちなみ、文部省（現：文部科学省）によって定められた記念日。当初は「学校給食感謝の日」という名称であり、毎年12月24日とされている。
同日より東京都、神奈川県、千葉県の3都県において試験的に学校給食が始められた。
しかし、学校給食記念日である12月24日が多くの地域で冬休み期間に当たるため、1950年（昭和25年）、文部省は「全国学校給食週間の開催」を通知し、1951年（昭和26年）から学校給食記念日の1か月後の1月24日から1週間を全国学校給食週間とした。そのため、各地の学校での「給食記念日」は1月24日となっている。